# Мордовсько-Давидовське сільське поселення
Мордо́всько-Дави́довське сільське поселення (рос. Мордовско-Давыдовское сельское поселение) — муніципальне утворення у складі Кочкуровського району Мордовії, Росія. Адміністративний центр — село Мордовське Давидово.

## Населення
Населення — 452 особи (2019, 500 у 2010, 515 у 2002).

## Склад
До складу поселення входять такі населені пункти:
| Населений пункт           | Населення, осіб (2002) | Населення, осіб (2010) |
| ------------------------- | ---------------------- | ---------------------- |
| Мордовське Давидово, село | 272                    | 256                    |
| Руське Давидово, село     | 243                    | 244                    |